# Neuvelle-lès-la-Charité
Neuvelle-lès-la-Charité é uma comuna francesa na região administrativa de Borgonha-Franco-Condado, no departamento de Alto Sona. Estende-se por uma área de 13,2 km². Em 2010 a comuna tinha 227 habitantes (densidade: 17,2 hab./km²).